# Namibische Leichtathletik-Meisterschaften

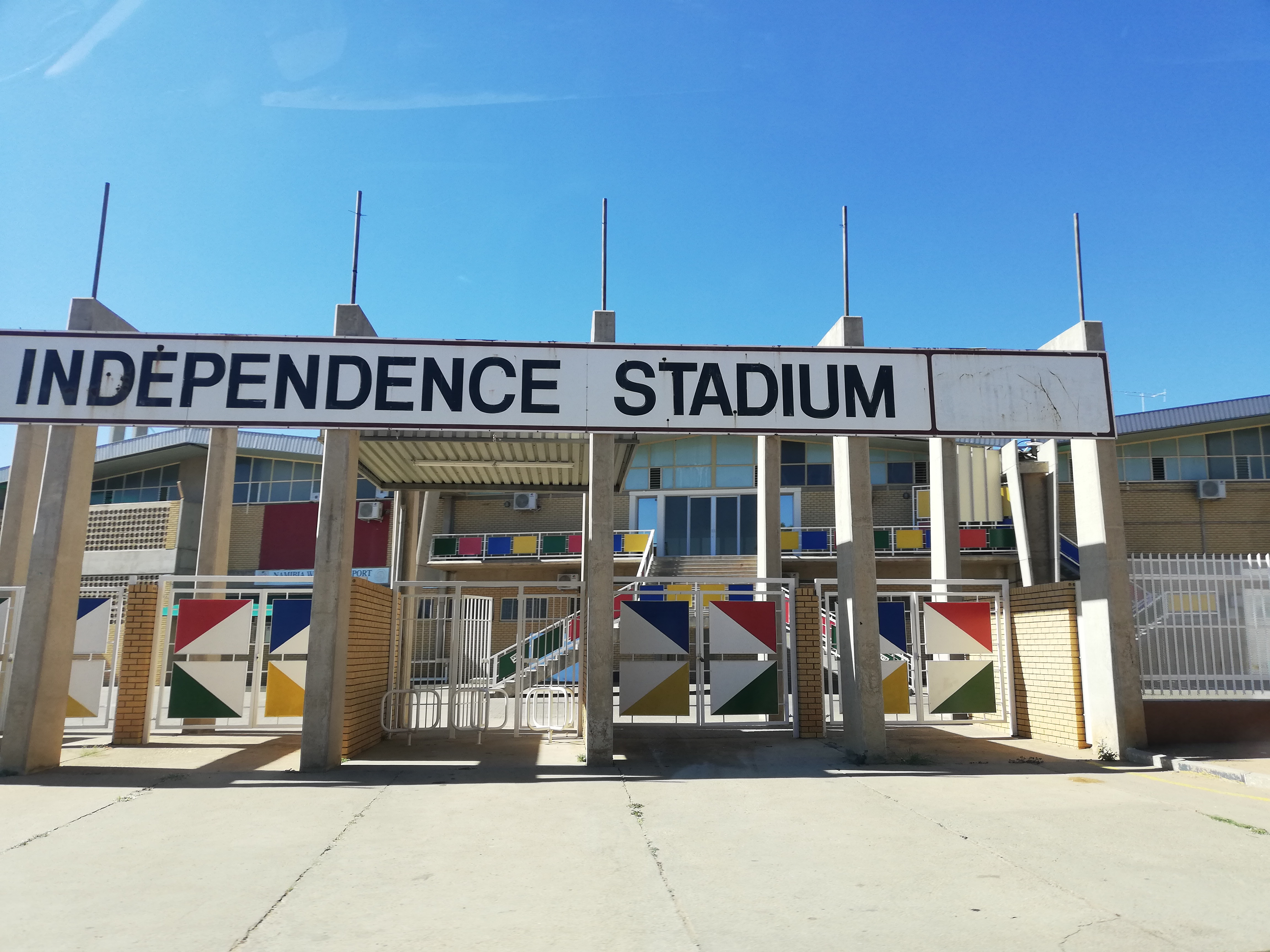
Independence Stadium in Windhoek

Die Namibischen Leichtathletik-Meisterschaften (englisch Namibia National Track & Field Championships, auch National Senior Outdoor Championships) für verschiedene Sportdisziplinen der Leichtathletik werden jährlich seit 1990 in Namibia ausgetragen. In jeder Disziplin wird in der Männer- und in der Frauenklasse ein namibischer Meister gekürt.
Vor allem Staffellauf-Wettbewerbe finden bzw. fanden nur unregelmäßig statt. In einzelnen Jahren waren auch Behindertensportler in eigenen Disziplinen vertreten. Die Wettbewerbe für Straßenläufe und Crosslauf werden separat ausgetragen und sind nicht Teil der Leichtathletikmeisterschaften. 
Organisiert werden die Meisterschaften vom  Dachverband Athletics Namibia und stets im Independence Stadium in der Hauptstadt Windhoek ausgetragen.